# 에스터르 페르헤이르
에스터르 페르헤이르(네덜란드어: Esther Vergeer, 1981년 7월 18일~)는 네덜란드의 휠체어 테니스 선수이다.

## 생애
7살때 수영을 하다가 정신을 잃어서 척추 주위의 혈관이 약화되어 뇌의 혈관 공급에 문제가 생겼고, 이후 큰 수술을 세 차례나 받았다. 이후로 생명은 구했지만 다리를 쓰지 못하는 장애를 얻었다.
운동은 휠체어농구로 시작했지만 개인종목에 매력을 느껴 휠체어테니스를 하게되었다.
2003년 1월 30일부터 10년동안 470연승 그리고 더블 베이글 스코어 승리도 95차례나 하였다.

## 그랜드슬램 경력
| 대회        | 2002 | 2003 | 2004 | 2005 | 2006 | 2007 | 2008 | 2009 | 2010 | 2011 | 2012 |
| ----------- | ---- | ---- | ---- | ---- | ---- | ---- | ---- | ---- | ---- | ---- | ---- |
| 호주 오픈   | 우승 | 우승 | 우승 | 불참 | 우승 | 우승 | 우승 | 우승 | 불참 | 우승 | 우승 |
| 프랑스 오픈 | -    | -    | -    | -    | -    | 우승 | 우승 | 우승 | 우승 | 우승 | 우승 |
| 윔블던      | -    | -    | -    | -    | -    | -    | -    | -    | -    | -    | -    |
| US 오픈     | -    | -    | -    | 우승 | 우승 | 우승 | -    | 우승 | 우승 | 우승 | -    |